# Роште, Дохи де
 Дохи де Роште (ирл. Daithí de Róiste) — ирландский государственный и политический деятель. Член партии «Фианна Файл», занимает должность мэра Дублина с июня 2023 года.

## Биография
Получил степень бакалавра истории в Университетском колледже Дублина и степень магистра по связям с общественностью в Технологическом университете Дублина.
В 2014 году был впервые избран в городской совет Дублина и переизбран в 2019 году от округа Баллифермот-Дримна.
Работал более десяти лет в сфере маркетинга и коммуникаций в компаниях Bord na Móna, Permanent TSB и Медицинском центре Университета Питтсбурга.